# X-Men (soundtrack)
X-Men is de originele soundtrack, gecomponeerd en gedirigeerd door Michael Kamen voor de film X-Men uit 2000 van Bryan Singer. Het album werd uitgebracht op 11 juli 2000 door Decca Records.
Voor de filmmuziek benaderde Singer John Williams om muziek te componeren, maar hij wees het aanbod af omdat zijn schema botste met dat van Star Wars: Episode II: Attack of the Clones (2002). Singer zette toen zijn vaste componist John Ottman in. Toen Fox X-Men echter van december tot juli had uitgesteld, kon Ottmans toezegging om Urban Legends: Final Cut te regisseren hem niet meer helpen. Later werd Michael Kamen uiteindelijk ingehuurd voor de film.
Kamens eerste versie van de filmmuziek werd beschreven als een overvloed aan thema's en rijke orkestraties. Tijdens de eerste opnamesessies uitte producer Lauren Shuler Donner haar ongenoegen over Kamens muziek en dwong hem om de hele filmmuziek te herschrijven door minder thema's en meer elektronische elementen te gebruiken.
Op 11 mei 2021 bracht La-La Land Records een uitgebreide editie uit, met de volledige filmmuziek en ongebruikte cues verwerkt tijdens de compositie en alternatieve thema's op twee cd's in een gelimiteerde uitgave van 3.000 exemplaren.

## Tracklijst
| 1.                 | Death Camp            | 3:04 |
| 2.                 | Ambush                | 3:27 |
| 3.                 | Mutant School         | 3:47 |
| 4.                 | Magneto's Lair        | 5:00 |
| 5.                 | Cerebro               | 2:12 |
| 6.                 | Train                 | 2:39 |
| 7.                 | Magneto Stand Off     | 2:58 |
| 8.                 | The X-Jet             | 3:49 |
| 9.                 | Museum Fight          | 2:22 |
| 10.                | The Statue of Liberty | 2:38 |
| 11.                | Final Showdown        | 2:30 |
| 12.                | Logan and Rogue       | 6:01 |
| Totale duur: 40:27 |                       |      |

### Uitgebreide uitgave (La-La Land Records, 2021)
| 1.                 | Death Camp (Film Version)                               | 3:07 |
| 2.                 | Rogue's Kiss                                            | 1:51 |
| 3.                 | Senate Discussion                                       | 2:25 |
| 4.                 | Bar Fight                                               | 1:34 |
| 5.                 | Logan Drives                                            | 1:05 |
| 6.                 | Ambush                                                  | 3:27 |
| 7.                 | They Knew / Laboratory                                  | 3:57 |
| 8.                 | School Montage                                          | 3:15 |
| 9.                 | Helicopter Hijack                                       | 1:00 |
| 10.                | Kelly's Transformation                                  | 3:23 |
| 11.                | Jean Reads Logan's Mind / Nightmare / Rogue Heals Logan | 3:24 |
| 12.                | Kelly In Prison / Beach                                 | 2:48 |
| 13.                | Bobby And Rogue                                         | 1:09 |
| 14.                | Cerebro                                                 | 2:11 |
| 15.                | Logan And Rogue In Train                                | 3:53 |
| 16.                | Train                                                   | 2:37 |
| 17.                | Magneto Stand Off                                       | 3:01 |
| 18.                | Xavier Reads Kelly's Mind                               | 2:10 |
| 19.                | Kelly Dies                                              | 1:36 |
| 20.                | Xavier Falls                                            | 1:23 |
| 21.                | Jean Uses Cerebro                                       | 1:34 |
| 22.                | Land Of Tolerance                                       | 2:01 |
| 23.                | The X-Jet                                               | 3:48 |
| 24.                | Over The Wall                                           | 0:33 |
| 25.                | Museum Fight (Film Version)                             | 3:19 |
| 26.                | Museum Fight (Continued)                                | 1:39 |
| 27.                | Logan Kills Mystique                                    | 0:59 |
| 28.                | Fight On The Head                                       | 2:40 |
| 29.                | Final Showdown (Film Mix)                               | 2:30 |
| 30.                | Logan Holds Rogue                                       | 2:45 |
| 31.                | Jean And Logan                                          | 1:57 |
| 32.                | Logan Says Goodbye / Why Ask Questions / Finale         | 3:43 |
| Totale duur: 76:44 |                                                         |      |

| 1.                 | Death Camp                                                | 3:04  |
| 2.                 | Mutant School                                             | 3:48  |
| 3.                 | Magneto's Lair                                            | 4:59  |
| 4.                 | Museum Fight                                              | 2:23  |
| 5.                 | The Statue Of Liberty                                     | 2:39  |
| 6.                 | Final Showdown                                            | 2:30  |
| 7.                 | Logan And Rogue                                           | 6:01  |
| 8.                 | X-Men Main Title (Film Construct)                         | 0:55  |
| 9.                 | Senate Discussion (Revised)                               | 2:32  |
| 10.                | Wolverine In The Ring (Film Construct)                    | 0:28  |
| 11.                | Logan Drives (Film Edit)                                  | 0:36  |
| 12.                | Ambush (Part 1) (Full Take)                               | 0:58  |
| 13.                | Ambush (Film Edit)                                        | 2:17  |
| 14.                | Helicopter Hijack (Alternate)                             | 1:01  |
| 15.                | Helicopter Hijack (Film Version)                          | 1:10  |
| 16.                | Cerebro (Film Mix)                                        | 2:04  |
| 17.                | Train (Film Version)                                      | 2:34  |
| 18.                | Magneto Stand Off (Film Mix)                              | 2:54  |
| 19.                | Kelly Dies (Film Version)                                 | 1:06  |
| 20.                | Xavier Falls (Film Version)                               | 1:01  |
| 21.                | Jean Uses Cerebro (Film Version)                          | 1:24  |
| 22.                | Land Of Tolerance (Film Version)                          | 1:53  |
| 23.                | The X-Jet (Film Version)                                  | 2:04  |
| 24.                | Museum Fight (Part 1) (Alternate)                         | 2:02  |
| 25.                | Inside The Statue / Logan Escapes (Film Construct)        | 3:48  |
| 26.                | Fight On The Head (Film Version)                          | 2:28  |
| 27.                | Logan Holds Rogue (Film Version)                          | 2:29  |
| 28.                | Jean And Logan (Alternate)                                | 1:58  |
| 29.                | Why Ask Questions / Finale / End Credits (Film Construct) | 11:11 |
| Totale duur: 74:17 |                                                           |       |